# Saint-Germain-de-Martigny
Saint-Germain-de-Martigny település Franciaországban, Orne megyében. Lakosainak száma 83 fő (2022. január 1.). Saint-Germain-de-Martigny Saint-Ouen-de-Sécherouvre, Bazoches-sur-Hoëne, Champeaux-sur-Sarthe és Saint-Aubin-de-Courteraie községekkel határos.

## Népesség
A település népessége az elmúlt években az alábbi módon változott:
| Lakosok száma | 89   | 77   | 78   | 76   | 78   | 80   | 81   | 82   | 83   |
|               | 2013 | 2015 | 2016 | 2017 | 2018 | 2019 | 2020 | 2021 | 2022 |